# Lele Pons
Eleonora Pons Maronese (Caracas, 25 de junho de 1996), mais conhecida como Lele Pons, é uma celebridade da internet, youtuber, atriz, cantora, dançarina, modelo e apresentadora venezuelana naturalizada americana.
Pons ganhou destaque no Vine, onde foi a pessoa mais seguida e com mais loops antes da plataforma ser desativada em 2016. Desde então, ela se expandiu criando esboços de comédia para o YouTube, onde agora tem mais de 17 milhões de inscritos, além de 47 milhões de seguidores no Instagram. Atuou no cinema, televisão e em videoclipes, lançou sua própria música e foi coautora de um romance em 2016.

## Biografia e carreira
Lele nasceu em Caracas, Venezuela, e se mudou para os Estados Unidos aos cinco anos de idade. Ela é de ascendência catalã do lado do pai e italiana do lado de sua mãe. Ela é a terceira geração ítalo-venezuelana. Desde a imigração para os Estados Unidos, Pons tem residido em Miami, Flórida. Ela se formou na Miami Country Day High School em 2015 e mudou-se para Los Angeles.
Na escola, Eleonora sofreu bullying de seus colegas por seu sotaque, e características físicas. Ela escreveu um livro sobre isso chamado "Surviving Highschool", que foi co-escrito com a best-seller Melissa de la Cruz e publicado em abril de 2016.
Pons iniciou sua carreira na plataforma de vídeo de seis segundos Vine com o objetivo de mostrar as coisas criativas que já estava fazendo. Sua base de seguidores continuou a crescer e Pons disse que "chegou ao ponto em que muitas pessoas dependiam de mim para fazê-las...só para que elas pudessem rir". Lele Pons se tornou a primeira "Viner" a atingir um bilhão de loops. Em 2016, assinou contrato com a empresa de entretenimento Shots Studios.
Pons usou seu sucesso na comédia na Internet para lançar várias empresas. Em 2015, lançou uma coleção de jóias chamada UNO Magnetic. Em 2016, foi co-autor de um romance baseado em suas próprias experiências no ensino médio, Surviving High School , em co-autoria com Melissa de la Cruz. No mesmo ano, estrelou como Callie na comédia romântica de 2016 We Love You, lançada no YouTube Red. No filme, os personagens interpretados por Yousef Erakat e Justin Dobies se apaixonam por Pons, que é "legal o suficiente" para namorar os dois ao mesmo tempo. O filme foi produzido pelo YouTube e AwesomenessTV.
Lele apareceu no primeiro episódio da segunda temporada da série de terror da MTV, Scream, na qual ela foi a primeira vítima da temporada. Ela estrelou vários vídeos musicais, incluindo "Havana", de Camila Cabello , e "Downtown", de Anitta e J Balvin . Em maio de 2018, Pons lançou seu primeiro single, um dueto em espanhol com Matt Hunter, intitulado "Dicen". O videoclipe do YouTube acumulou 10 milhões de visualizações em apenas quatro dias. Em fevereiro de 2017, tornou-se embaixadora da marca para a CoverGirl e no mesmo mês, participou de um show da Dolce & Gabbana em Milão. Em agosto, lançou seu primeiro single e videoclipe para sua música "Celoso", dirigida pelo colega criador Rudy Mancuso. A música foi certificada 3x Platinum e ganhou uma indicação para a indicação do Premios Lo Nuestro para o vídeo.  Em 29 de março de 2019, Lele lançou sua sua primeira música em inglês, com Jake Owen .
Pons assumiu a organização do La Voz ... México em 14 de outubro de 2018.  Ela apresentou o 19º Annual Latin Grammy Awards com Aitana.
Em 6 de dezembro de 2019, lançou seu novo single e videoclipe “Vete Pa La". O videoclipe foi dirigido e editado pela própria, e produzido pela Shots Studios.

## Filmografia

### Internet
| Ano  | Titulo            | Nota                               |
| ---- | ----------------- | ---------------------------------- |
| 2016 | Visitas Sem noção | Vídeo exclusivo de Kéfera Buchmann |

### Videoclipe
| Ano  | Canção                                    | Artista(s)                               | Papel         |
| ---- | ----------------------------------------- | ---------------------------------------- | ------------- |
| 2016 | "She's Out of Her Mind"                   | Blink-182                                | Mark Hoppus   |
| 2017 | "Summer"                                  | Marshmello                               | Dorky girl    |
| 2017 | "Havana"                                  | Camila Cabello                           | Bella         |
| 2017 | "Downtown" (lyric video)                  | Anitta and J Balvin                      | Dancer        |
| 2018 | "The Middle"                              | Zedd, Maren Morris, and Grey             | Dancer        |
| 2018 | "Dicen"                                   | Lele Pons                                | Cantora/Líder |
| 2018 | "Celoso"                                  | Lele Pons                                | Cantora/Líder |
| 2018 | "Teléfono (Remix)"                        | Aitana and Lele Pons                     | Cantora/Líder |
| 2019 | "Bloqueo"                                 | Lele Pons and Fuego                      | Cantora/Líder |
| 2020 | "Se te Nota"                              | Lele Pons and Guaynaa                    | Cantora/Líder |
| 2021 | "Hit It"                                  | Black Eyed Peas, Saweetie, and Lele Pons | Cantora/Líder |
| 2021 | "Let it Snow (Navidad, Navidad, Navidad)" | Lele Pons                                | Cantora/Líder |

## Prêmios e Indicações
| Ano  | Prêmio                | Categoria                          | Resultados | Ref.        |
| ---- | --------------------- | ---------------------------------- | ---------- | ----------- |
| 2015 | Shorty Awards         | Viner do Ano                       | Indicado   | [ 7 ] [ 8 ] |
| 2015 | Teen Choice Awards    | Celebridade da Internet Feminina   | Indicado   | [ 7 ] [ 8 ] |
| 2016 | People's Choice Award | Estrela Favorita das Redes Sociais | Indicado   | [ 7 ] [ 8 ] |
| 2016 | Premios Juventud      | 6 Segundos de Fama                 | Indicado   | [ 7 ] [ 8 ] |
| 2016 | Teen Choice Awards    | Melhor Viner                       | Venceu     | [ 7 ] [ 8 ] |
| 2017 | Teen Choice Awards    | Choice Web Star: Comédia           | Indicado   | [ 9 ]       |